# Лысый Лиман
Лысый Лиман — солёное озеро (лиман) на границе Калмыкии и Ставропольского края. Длина водоёма — до 8 км, площадь акватории изменяется в зависимости от объёма поступающей воды и составляет в среднем 800 га. Урез воды — 22,5 м над уровнем моря.

## Физико-географическая характеристика
Лысый Лиман расположен в центре Кумо-Манычской впадины. Как и другие озёра Манычской долины, Лысый Лиман является реликтом, то есть остатком огромного пролива, соединявшего в доисторические времена Каспийское и Чёрное море. В настоящее время Лысый Лиман является составной частью Манычского водохранилища.
Озеро проточное: через озеро протекает река Западный Маныч, относящаяся к бассейну реки Дон. В настоящее время в озеро полностью перенаправлен сток реки Калаус.
Вокруг озера расположена полупустынная равнина. Озеро имеет мелкие плёсы, куртины тростниковых зарослей. На озере производится промысловый лов рыбы.

## Природоохранный статус
Озеро Лысый Лиман является ключевой орнитологической территорией международного значения для 16-17 видов птиц (кудрявый и розовый пеликаны, колпица, краснозобая казарка, серый журавль, степная тиркушка и др.), а также как место гнездования большой группы стенотопных видов, ограниченных в своём распространении степным биомом и массовой концентрации водно-болотных птиц в летнее время и на осеннем пролёте

## Источник
- Атлас Республики Калмыкия, ФГУП «Северо-Кавказское аэрогеодезическое предприятие», Пятигорск, 2010 г., стр. 150